# 9720 Ульфбіргітта
9720 Ульфбіргітта (9720 Ulfbirgitta) — астероїд головного поясу, відкритий 16 березня 1980 року.
Тіссеранів параметр щодо Юпітера — 3,234.